# Digimon World Re:Digitize
Digimon World Re:Digitize (デジモンワールド リ：デジタイズ?, Dejimon Wārudo Ri:Dejitaizu) è un videogioco di ruolo ed un simulatore di vita della serie Digimon sviluppato da Tri-Crescendo e pubblicato da Bandai per PlayStation Portable il 19 luglio 2012. Il character design è Suzuhito Yasuda, il quale ha anche lavorato a Durarara!! e Shin Megami Tensei: Devil Survivor. Lo stile di gioco ricalca le meccaniche già utilizzate precedentemente nel primo Digimon World uscito su PlayStation. 
Una versione aggiornata del gioco è stata messa in commercio successivamente per Nintendo 3DS il 27 giugno 2013 con il titolo Digimon World Re:Digitize Decode (デジモンワールド リ：デジタイズ デコード?, Dejimon Wārudo Ri:Dejitaizu Dekōdo). Infine esiste anche un adattamento in un manga omonimo pubblicato sulla rivista V Jump che funge da prologo della storia.

## Modalità di gioco
Il giocatore controlla Taiga, un ragazzo sedicenne, nonché protagonista, il quale viene portato nel mondo digitale dei Digimon, in questo mondo è semplicemente un gioco online; simile al concetto di Digimon World. Nell'universo dei Digimon, la gente cresce le proprie creature, come nel Digimon virtual pet, nei Pokémon e nei Tamagotchi. I giocatori devono allevare il proprio Digimon attraverso diversi stati di crescita che determineranno la sua personalità, i cinque stadi in ordine sono: "primo stadio", "intermedio", "campione", "evoluto" e "mega". Il Digimon si evolverà col tempo ottenendo statistiche ed altre caratteristiche, ma per fare questo bisognerà soddisfare alcuni requisiti come sfamarlo oppure curarlo. Inoltre sono presenti più di 10,000 accessori da collezionare e da equipaggiare per il proprio mostro digitale, come ad esempio un paio di occhialini oppure un'acconciatura afro.

## Personaggi
Taiga è il protagonista del gioco ed il suo Digimon partner è Agumon. Sono presenti anche altri personaggi tra cui Nicolai Petrov, il migliore amico di Taiga, il cui padre lavora nella compagnia GIGO, ed il suo Digimon è Gaomon, Akiho Rindo, una ragazza misteriosa che segue Taiga ovunque lui vada e che ha come partner Biyomon, Mikagura Mirei un'altra ragazza che ha inviato un'email al mondo digitale, i suoi compagni sono Angewomon e LadyDevimon. Infine vi sono anche Yuya Kuga, l'erede della compagnia GIGO, il quale è accompagnato da BlackWarGreymon X e Rina Shinomiya, una nuova domatrice che compare solamente nella versione 3DS del gioco; quest'ultima è accompagnata da Veemon.
Il gioco include anche alcuni personaggi ospiti di altri giochi, inclusa Lili della serie Tekken, Tai Kamiya, Sora Takenouchi e Matt Ishida di Digimon Adventure e Takato Matsuki di Digimon Tamers. Questi personaggi compaiono esclusivamente nelle battaglie wireless.

## Sviluppo
Digimon World Re:Digitize venne annunciato per la prima volta nel luglio 2011, in un numero della rivista V Jump, come primo gioco della serie per PlayStation Portable. Venne successivamente rivelato che sarebbe stato sviluppato dall'azienda giapponese Tri-Crescendo, la quale ha lavorato precedentemente ai due Baten Kaitos, mentre il character design sarebbe stato Suzuhito Yasuda, che sviluppò lo stile dei personaggi in Shin Megami Tensei: Devil Survivor e Shin Megami Tensei: Devil Survivor 2. La premessa originale di Re:Digitize era quella di riportare lo stile di gioco al primo Digimon World; a differenza dei seguiti. Vennero prodotti due trailer, un primo semplicistico ed un secondo più dettagliato. Bandai mise in commercio delle copie limitate di un'edizione speciale che includeva un codice per sbloccare un Digimon raro proveniente da un titolo per smartphone, Digimon Collectors.

### Distribuzione e localizzazione
Il gioco originale è stato messo in commercio per PSP il 19 luglio 2012 ed una versione aggiornata per Nintendo 3DS è stata messa in commercio il 27 giugno 2013, entrambe solo in Giappone. Siccome non è stata annunciata nessuna versione tradotta in lingua inglese per le altre nazioni, è stata creata una petizione dei fan chiamata "Operation Decode". Sono state raccolte decine di migliaia di firme che richiedevano una traduzione in inglese, nel 2015, nonostante non sia stato pubblicato nessun altro annuncio da Bandai, quest'ultima ha commentato la campagna definendola "interessante".

## Accoglienza
| Testata | Versione | Giudizio |
| ------- | -------- | -------- |
| Famitsū | PSP      | 31/40    |
| Famitsū | 3DS      | 32/40    |

La versione per PSP ha debuttato vendendo 85,000 copie, rendendolo il quarto gioco più venduto in Giappone nella settimana del 16 luglio 2012, e dopo un mese di vendita, ha accumulato un totale di 150,000 copie vendute.